# Coniodes plumigeraria
Coniodes plumigeraria är en fjärilsart som beskrevs av George Duryea Hulst 1896. Coniodes plumigeraria ingår i släktet Coniodes och familjen mätare. Inga underarter finns listade i Catalogue of Life.